# ジャン・オリヴィエ (武装親衛隊)
ジャン・オリヴィエ（Jean Ollivier, 生没年月日不明）は、第二次世界大戦期のナチス・ドイツ武装親衛隊フランス人義勇兵。
独ソ戦の最終局面である1945年4月末、「シャルルマーニュ」師団の生存者の中で戦闘継続を希望した約300名の将兵の1人となり、フランスSS突撃大隊（Französische SS-Sturmbataillon）第4中隊長としてベルリン市街戦に参加。4月29日、戦闘中に赤軍の砲撃で崩壊した建物の瓦礫によって顔面（鼻）と両脚（膝）を骨折する重傷を負った。最終階級はSS義勇曹長（SS-Frw. Oberscharführer）。

## ベルリン市街戦までの経歴
1945年4月末のベルリン市街戦に至るまでの、フランスSS突撃大隊第4中隊長ジャン・オリヴィエSS義勇曹長の経歴はほとんど明らかにされていない。
- 生年月日・生誕地不明[注 2]。
- おそらく1943年に武装親衛隊へ志願入隊[1]し、後に第8フランスSS義勇突撃旅団（8. Französische-SS-Freiwilligen-Sturmbrigade）に所属。
- 第33SS所属武装擲弾兵師団「シャルルマーニュ」では第57SS所属武装擲弾兵連隊第9中隊（歩兵砲中隊）[注 3]の小隊長を務めていた（一時期は第58SS所属武装擲弾兵連隊第6中隊に所属していた）[1]。
- ポメラニア戦線撤退後の「シャルルマーニュ」師団（連隊）では第57SS大隊の第4中隊長を務めていた[1]。

## 1945年4月24日 ベルリンへの出発

### ベルリンへの出発
1945年4月24日の明け方、ソビエト赤軍の包囲下にある第三帝国首都ベルリンから連絡を受けたフランスSS部隊最高査察官兼「シャルルマーニュ」師団（連隊）長グスタフ・クルケンベルクSS少将（SS-Brigf. Gustav Krukenberg）の命令を受けた第57SS大隊長アンリ・フネSS義勇大尉（SS-Frw. Hstuf. Henri Fenet）は中隊長を招集し、それぞれの部下にベルリンへ出発するか後方に残るかを選ばせるよう伝えた。
この時、「シャルルマーニュ」師団（連隊）の
- 第57SS大隊第1中隊長ジャン＝クレマン・ラブルデットSS義勇少尉（SS-Frw. Ustuf. Jean-Clément Labourdette）
- 第57SS大隊第2中隊長ピエール・ミシェルSS義勇中尉（SS-Frw. Ostuf. Pierre Michel）
- 第58SS大隊第6中隊長ピエール・ロスタン武装上級曹長（W-Hscha. Pierre Rostaing）
- 戦術学校指揮官ヴィルヘルム・ヴェーバーSS中尉（SS-Ostuf. Wilhelm Weber）

がそれぞれの部下にどのような指示を下したかは判明しているが、第57SS大隊第4中隊長ジャン・オリヴィエSS義勇曹長が部下にどのような指示を下したかは不明。
1945年4月24日午前5時30分、グスタフ・クルケンベルクSS少将とアンリ・フネSS義勇大尉が率いる「フランスSS突撃大隊」（Französische SS-Sturmbataillon）はベルリン北方のカルピン（Carpin）を出発した。大隊は道中において赤軍部隊との遭遇を避けるために遠回りをしたり、渡ろうとした橋が国民突撃隊によって誤爆されたりするなどして時間を取られ、同日午後10時頃にようやくベルリン市内のベルリン・オリンピアシュタディオン近隣の国立競技場（Reichssportfeld）へ到着した。

### ベルリン到着後
休養を取った後、ベルリン市内で新たに車輌を与えられたフランスSS突撃大隊は移動を再開し、4月25日午後にはノイケルン区（Neukölln）に到着した。ここで各中隊はその日の宿泊場所を確保した後、それぞれの担当区域へ斥候班を出発させた。第4中隊の斥候班はポール・ソバージョ武装伍長（W-Uscha. Paul Sauvageot）の第3小隊を中隊長オリヴィエ自身が指揮し、ハーゼンハイデ公園（Hasenheide）を横切ってテンペルホーフ空港（Flughafen Berlin-Tempelhof）方面へ移動した。
遠方から聞こえる戦闘騒音が少しずつ近づいてくる中、斥候班はベンチに腰掛けている年老いたベルリン市民を発見したが、彼はすでに亡くなっていた。心筋梗塞で死亡したと思しきこの老人が持っていたいくつかの配給食糧は、慢性的な食糧不足に悩んでいた何名かのフランス人義勇兵たちの飢えを和らげることに役立った。その後、敵兵との突発的な戦闘やその他の問題が生じることも無く、第4中隊の斥候班はその日の宿泊場所まで帰還した。

## 1945年4月26日 ノイケルンの戦い

### フランスSS突撃大隊第4中隊
1945年4月26日早朝、フランスSS突撃大隊はノイケルン区役所とその周辺に布陣し、第11SS義勇装甲擲弾兵師団「ノルトラント」の戦車部隊の支援を伴った反撃を開始した。ベルリン市街戦のノイケルンの戦いにおけるフランスSS突撃大隊第4中隊の編成は次の通り。
ジャン・オリヴィエSS義勇曹長の第4中隊はフランスSS突撃大隊の予備兵力として待機していたにもかかわらず、ノイケルンの戦いが開始されてから間もなく激戦に巻き込まれた。ソビエト赤軍の対戦車砲、もしくは赤軍が鹵獲して使用していた「ノルトラント」師団の戦車からの砲撃を受けた第4中隊は、隊員15名もしくは17名（全員20歳未満）が血まみれの死体となって路上に転がり、中隊の多くの者が負傷した。
負傷者の中には第1小隊長フィーゼルブラン武装伍長も含まれており、彼は右脚を著しく損傷していたため、救急車を待っている間に戦友たちはナイフ1本でフィーゼルブランの脚を切断した。そして、中隊長オリヴィエは胸部と右手に砲弾の破片が突き刺さって負傷した（胸部に食い込んだ破片は脊椎骨2個の間に達していた）ため、副官セルジュ・プロトポポフ武装連隊付士官候補生に中隊の指揮を委ねた後、他の重傷者3名と共に救急車で後送された。
ノイケルンの戦いが開始されてから数時間も経たないうちに、第4中隊は3分の1以上の兵力を失った。

### 歩兵砲指揮
ベルリン市内に多数設置されている救護所（野戦病院）の1つへ搬送されたフランスSS突撃大隊第4中隊長ジャン・オリヴィエは、一刻も早く自分の中隊へ戻ることを望んでいた。医師によって胸部と右手から砲弾の破片が摘出され、包帯が巻かれると同時にオリヴィエは救護所を立ち去った。
救護所から出た後、現在地がティーアガルテンであることを確認したオリヴィエは、ノイケルンのフランスSS突撃大隊へ戻る助けになることを期待しつつ、近くにいた武装親衛隊の砲兵部隊に事情を説明した。そして予期せぬことに、砲兵部隊の指揮所でオリヴィエが対面した人物はオリヴィエの旧知ヘラーSS大尉（SS-Hstuf. Heller：ブレスラウSS歩兵砲学校時代の教官）であった。

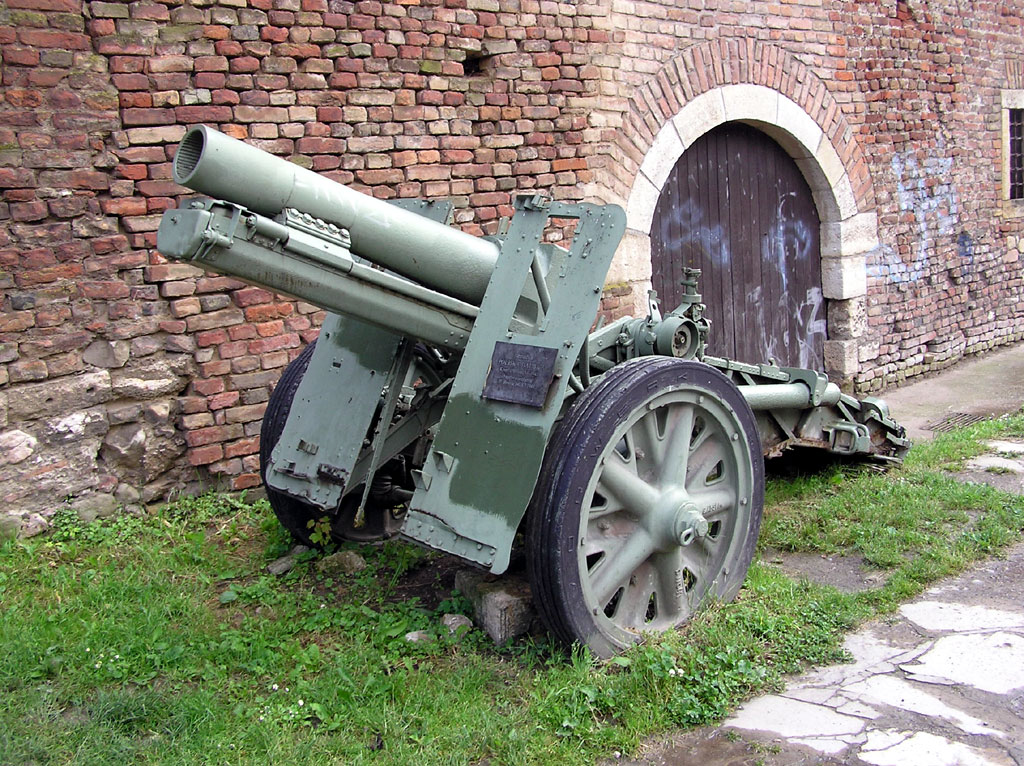
150mm歩兵砲（15cm sIG33）

しかし、ヘラーSS大尉はオリヴィエに救いの手を差し伸べるどころか、オリヴィエを2門の150mm歩兵砲から成る砲兵部隊の指揮官に据えた。オリヴィエが指揮を執るよう命じられたこの砲兵部隊は次の特徴を持っていた。
- 歩兵砲操作要員は第2SS装甲師団「ダス・ライヒ」から送られてきた補充兵（火砲操作訓練の経験は無いが士気は旺盛）。
- 砲長と照準手は2名のSS伍長が務めた。
- 歩兵砲はいずれも機械化（民間の自動車で牽引）されていた。
- 砲弾運搬車はフランスのシトロエン社製のトラック「シトロエン・タイプ45」（Citroën P.45）。

オリヴィエの砲兵部隊は直ちに戦闘へ投入された。近隣の重要な交差点を確保するため、2門の歩兵砲は交差点から500メートルほど離れた場所の道に布陣した。それからわずか15分後に最初のソビエト赤軍戦車が出現したが、歩兵砲はこの戦車を即座に撃破し、若いドイツ兵たちは喜び上がった。オリヴィエの砲兵部隊は続いて出現した8輌の赤軍戦車も次々と撃破していったが、同時にそれは歩兵砲の位置を敵に知らしめることとなった。
そして、周囲一帯に降り注いだ「スターリンのオルガン」のロケット弾によって歩兵砲1門が撃破され、操作要員が戦死し、砲弾運搬車のシトロエンは吹き飛ばされてしまった。それでもなお、オリヴィエは残った2門目の歩兵砲の位置を変更しつつ、さらに3輌の敵戦車を撃破した。しかし、残弾が無くなったことと周囲の地面が（ロケット弾で）穴だらけになったことによって、歩兵砲はこれ以上の攻撃と移動が不可能となった。
最後の歩兵砲が使い物にならなくなった後、オリヴィエは生存者数名を集めてヘラーSS大尉の指揮所まで後退した。ヘラーSS大尉はオリヴィエが原隊（フランスSS突撃大隊）に戻れるようにすると約束したが、この時点ではまだオリヴィエを手放そうとせず、次は総統官邸の周辺へ斥候に向かうようオリヴィエに命令した。

### 4月26日夜の第4中隊
4月26日朝から繰り広げられたノイケルンの戦いによって、（中隊長ジャン・オリヴィエSS義勇曹長が不在の間に）フランスSS突撃大隊第4中隊の兵力は4月26日夜の時点で約20名に減少していた。

## 1945年4月27日

### フランスSS突撃大隊への復帰
1945年4月27日、前日のノイケルンの戦いで奮戦したフランスSS突撃大隊は「ノルトラント」師団長グスタフ・クルケンベルクSS少将（ベルリン到着後に就任）から1日の休養を与えられた。同日の午後、大隊副官ハンス＝ヨアヒム・フォン・ヴァレンロートSS中尉（SS-Ostuf. Hans-Joachim von Wallenrodt）に率いられた大隊はオペラハウスからトーマスケラー醸造所、次いでベルリン地下鉄市中央駅（U-Bahnhof Stadtmitte）に移動した。
その途中、総統官邸からさほど離れていない場所でフォン・ヴァレンロートSS中尉は激しい砲爆撃にさらされたため、近くの建物内に駆け込んだ。
この時、ヘラーSS大尉のグループに同行していたジャン・オリヴィエSS義勇曹長は、30名ほどのドイツ人SS兵士、スカンディナヴィア人義勇兵と共に建物のコインランドリー（ヘラーSS大尉の指揮所）内で休憩していた。そして、部屋の中に入ってきたドイツ人将校の姿を見たオリヴィエは、その将校（フランスSS突撃大隊副官フォン・ヴァレンロートSS中尉）のもとへ駆け寄った。
オリヴィエの話を聞いたフォン・ヴァレンロートSS中尉はヘラーSS大尉を説得し、ようやくヘラーSS大尉はオリヴィエを彼の原隊へ戻すことに同意した。ヘラーSS大尉から二級鉄十字章を授与されたオリヴィエは近くの劇場の機械室で休養中の第4中隊と再会したが、中隊の生存者が20名以下に減少している現実を目の当たりにして愕然とした。
その間にも劇場周辺の上空を2機のソビエト赤軍（砲兵）観測機が旋回していたため、オリヴィエは2挺のMG42機関銃を対空機銃として設置した。やがて、建物の屋上に等しい高度で観測機が再び出現した時、第4中隊長代行セルジュ・プロトポポフ武装連隊付士官候補生は機関銃手の1人とすぐさま交替して狙いを定め、低速で飛来した観測機のうち1機を撃墜した（他の1機は逃げ去った）。

## 1945年4月28日
1945年4月28日のジャン・オリヴィエの行動は不明。

## 1945年4月29日

### 最後の戦い
1945年4月29日の明け方、ベルリン市街の建物に陣取るフランスSS突撃大隊のもとへ再びソビエト赤軍戦車が来襲した。武装親衛隊フランス人義勇兵たちは絶好の位置からパンツァーファウストを発射し、敵戦車部隊の第一波を撃退した。
やがて、フランス人義勇兵の頑強な抵抗に業を煮やした赤軍は、建物という建物をパンツァーファウストの射程外から砲撃することによって対抗した。大隊指揮所が置かれた部屋は呼吸困難および50センチメートル先しか見えなくなるほど大量の粉塵が立ち込め、また、崩れた壁の破片によって何名かが負傷した。壁に空けられた穴からは赤軍戦車の火線が見え、赤軍歩兵は狙撃兵の援護下で大隊本部の側面に侵入していた。フランスSS突撃大隊は総統官邸を目指す赤軍の進出を少しでも遅らせんとしたが、建物が全壊して生き埋めにされる前に彼らはプットカマー通り（Puttkamerstraße）に後退し、新たな防衛線を構築した。
第4中隊長ジャン・オリヴィエSS義勇曹長は道路を挟んで向かい側の建物を確保することを決意し、ガストン・クーロンSS義勇上等兵（SS-Frw. Strmm. Gaston Coulomb）を含む第4中隊の兵6名前後と共に道路を横切ろうとした。しかし、彼らは敵の猛砲火にさらされ、オリヴィエとクーロンは崩壊した建物の瓦礫の下敷きになってしまった。オリヴィエは何とかして瓦礫の外に少し這い出たが、自分たちを救出しようとする兵に対し、迂闊に近づくなと警告した。使用準備済みのパンツァーファウストと手榴弾を装備していたオリヴィエとクーロンは、間違った動作1つで爆発する「人間爆弾」と化していた。
それでもなお、爆発を心配しつつも救出部隊は周囲の瓦礫を慎重に1つ1つ撤去し、最終的にオリヴィエとクーロンの救出に成功した。しかし、瓦礫によってオリヴィエは鼻と両膝を骨折し、クーロンは両脚を押し潰されていたため、2名は近くの病院の地下室にある救護所へ搬送された。
オリヴィエの手術はドイツ国防軍所属のイギリス人医師によって行われ、彼はオリヴィエのために全力を尽くした。しかし、重傷を負ったオリヴィエが再び中隊長としてフランスSS突撃大隊第4中隊に復帰することは無く、オリヴィエにとっての戦争は終わった。

## 戦後
ジャン・オリヴィエは大戦を生き延びたが、戦後の1947年3月6日、リヨン軍事裁判所は欠席裁判でオリヴィエに死刑判決を下した。
その後のオリヴィエに関する情報は、ベルリン市街戦における武装親衛隊フランス人義勇兵部隊（フランスSS突撃大隊）を主題としたJean Mabireの著書« Mourir à Berlin »（Fayard, 1975）に証言を寄せていること以外は明らかにされていない。

## キャリア

### 党員・隊員番号
- ナチス党員番号（NSDAP-Nr.）：無し
- 親衛隊隊員番号（SS-Nr.）：無し（ 武装親衛隊フランス人義勇兵。1943年入隊（推測））

### 階級

#### 武装親衛隊
- SS義勇曹長（SS-Frw. Oberscharführer）

### 勲章
- 二級鉄十字章（1945年4月27日）